# IC 2466
IC 2466 је спирална галаксија у сазвјежђу Лав која се налази на листи објеката дубоког неба у Индекс каталогу.
Деклинација објекта је + 24° 31' 5" а ректасцензија 9h 23m 44,8s. Привидна величина (магнитуда) објекта IC 2466 износи 14,5 а фотографска магнитуда 15,3. IC 2466 је још познат и под ознакама MCG 4-22-44, CGCG 121-76, PGC 26629.